# Ensemble rupestre du massif de Fontainebleau

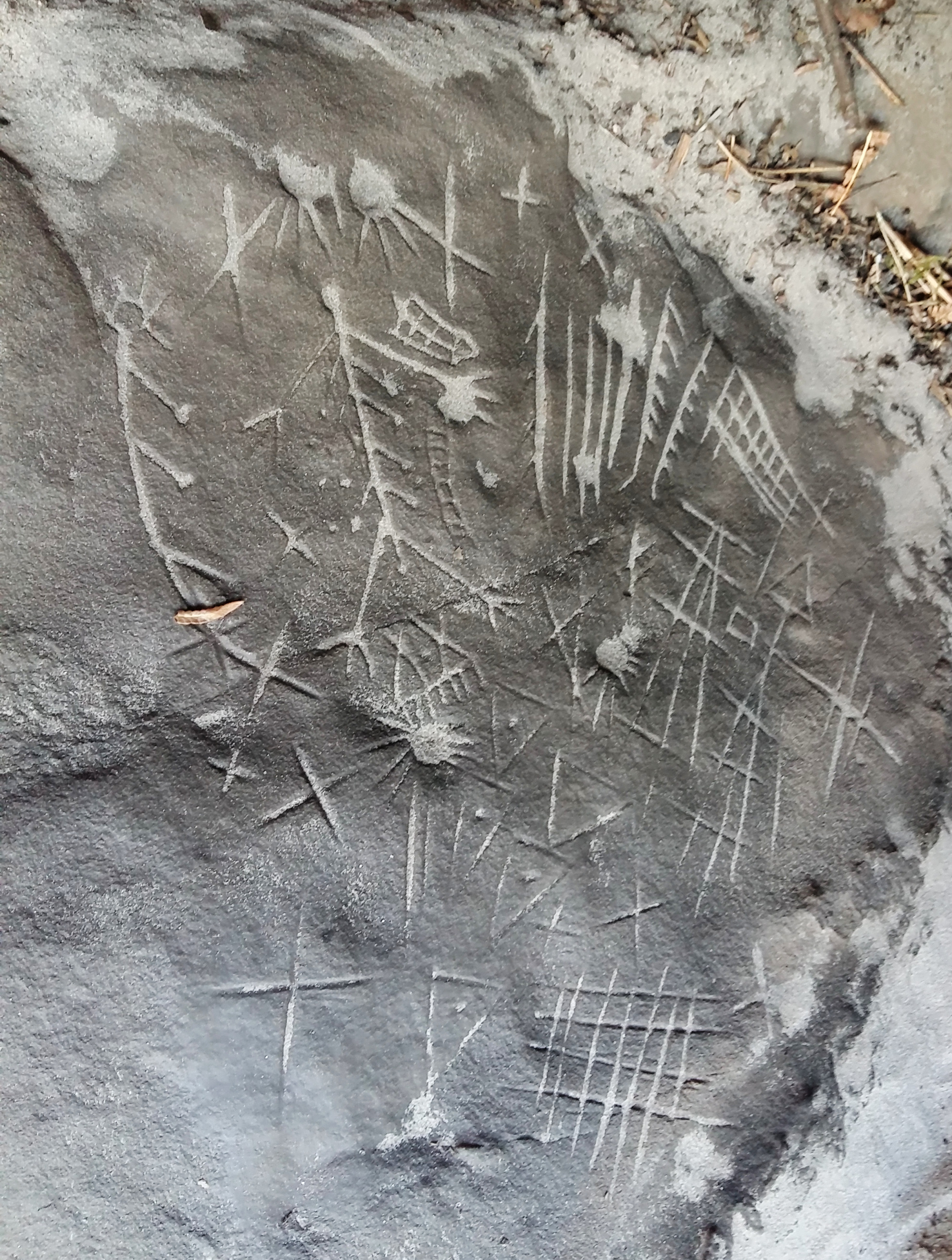
Gravure rupestre caractéristique du massif de Fontainebleau

L'ensemble rupestre du massif de Fontainebleau est un vaste ensemble de sites archéologiques constitués de gravures rupestres, principalement situées dans des abris naturels formés par les chaos rocheux gréseux du massif géologique de Fontainebleau et du sud de l'Ile-de-France. Cet ensemble compte plus de 2 000 abris qui présentent un grand nombre de gravures, ce qui en fait (en quantité) le second ensemble rupestre en importance en France, après celui de la vallée des Merveilles.
Découvert et étudié progressivement à partir du XIXe siècle, l'ensemble rupestre du massif de Fontainebleau reste relativement peu connu du grand public. Une partie des œuvres sont supposées dater du Mésolithique. Les plus anciennes sont datées – selon des critères stylistiques – du Paléolithique. Le reste renvoie au Néolithique, à l'Âge du bronze ou au Moyen Âge. Un certain nombre sont également contemporaines, du XIXe au XXe siècle.

## Extension géographique
L'ensemble va, selon un axe nord-ouest/sud-est, de la forêt de Rambouillet, jusqu'au cours du Loing, et au-delà pour quelques uns. Contrairement à ce que l'on pourrait penser, seule une modeste partie des abris gravés se trouve au sein même de la forêt de Fontainebleau. De ce fait, la répartition des pétroglyphes couvre principalement trois départements : la frange sud-est des Yvelines, le sud de l'Essonne et l'ouest de la Seine-et-Marne.

## Historique de la recherche
La toute première mention scientifique des pétroglyphes du massif de Fontainebleau est l'œuvre de Jules Quicherat et de Henri Martin qui signalent en 1868, à Ballancourt-sur-Essonne, un rocher formant abri, orné de motifs linéaires et anguleux tout à fait différents des graffitis contemporains de la découverte. Le lieu était erronément interprété comme un « sanctuaire celtique ». Par la suite différentes cavités ornées sont découvertes par différents chercheurs.
En 1909, le peintre Frédéric Ede (d)  va découvrir une grotte remplie de gravures. Il est tombé sur celle-ci par hasard, alors qu'il explorait la forêt pour des motifs d’aquarelles. Il va par la suite faire part de ses découvertes dans un article scientifique où il explique qu’il a vite découvert une deuxième grotte similaire. Dans son article, il va détailler la présence de croix et autres symboles religieux gravés qui peuvent avoir été faits durant l’époque carolingienne. Il soupçonne la possibilité que ces symboles aient été là avant d'être répliqués par la suite durant le Moyen Âge avec une connotation religieuse.
La recherche est ensuite menée par l’archéologue Georges Courty (d)  qui, dans les premières années du XXe siècle, prospecte autour d'Étampes. Son activité lui permet ainsi de recenser plusieurs sites et de réaliser que les petits éclats de grès émoussés présents en grand nombre sous les abris ornés sont les outils utilisés par les graveurs pour réaliser leurs œuvres. L'inventaire se poursuit, révélant entre les années 1910 et 1940, un nombre certain de gravures.
Les premières études d'ensemble apparaissent dans la seconde moitié, voire le dernier quart, du XXe siècle avec les travaux de Gilles Tassé (d)  et de Jacques Hinout (d) . Cette période voit également la création, en 1975, du Groupe d'étude, de recherche et de sauvegarde de l'art rupestre (GESAR). Le GERSAR est une association dont le but est d'inventorier, de relever et d'étudier les abris ornés du massif de Fontainebleau. Elle permet ainsi de centraliser la recherche sur le sujet mais intervient également sur d'autres sites de France, comme par exemple les gravures rupestres du Grand roc Noir. Elle a également vocation à sensibiliser le public sur ce patrimoine. Son activité de repérage des sites a permis de porter leur nombre à plus de 1 200.

## Description et chronologie des pétroglyphes
Les abris ornés du massif de Fontainebleau sont souvent difficiles d'accès et écartés des chemins.

### Paléolithique
Les rochers ont probablement commencé à être ornés au Paléolithique supérieur. Les œuvres datées de cette époque sont rares. De plus, leur datation est essentiellement faite sur des critères stylistiques ou des comparaisons avec d'autres œuvres et peut donc laisser des incertitudes. Ainsi par exemple, dans l'abri orné de la Ségognole, adjacent des abris à pétroglyphes mésolithiques, un panneau gravé associant pubis féminin (représenté par trois profondes entailles) et chevaux est daté, avec assez de certitude, du Magdalénien (vers 17 000 ans avant le présent). Cependant, deux aspects des représentations de chevaux — le ventre, représenté peu bombé et la crinière tombante — peuvent entrer en contradiction avec cette datation sans suffire à l'exclure,.
Parmi les autres pétroglyphes de cet ensemble pouvant remonter à la même période, il est possible de citer également un cheval peint à l'ocre, découvert en 1954 dans les blocs issus d'un abri détruit par des carriers et aujourd'hui au Musée d'Archéologie nationale.
En 2025, des motifs sculptés sont découverts dans l'abri de la Ségognole, qui représenteraient une carte miniature du réseau hydrographique local, vieille de 14 000 ans, une preuve inattendue des connaissances cartographiques des chasseurs-cueilleurs du Paléolithique supérieur.

### Mésolithique

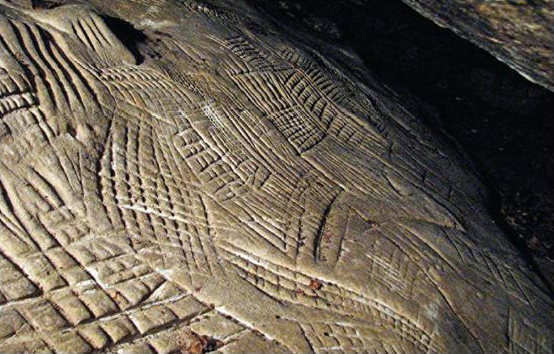
ravures en treillis provenant d'une grotte près de Boissy-aux-Cailles, Seine-et-Marne.

On suppose qu'une partie des œuvres gravées au sein du massif date du Mésolithique, mais le manque probant d'éléments lithiques, le nombre restreint de sondages ayant livré des niveaux archéologiques, ainsi que la modestie et la méconnaissance de l'art mésolithique, ne permettent pas d'attribuer l'essentiel des gravures à cette période. Même si certaines sont en effet en lien avec les industries lithiques du Sauveterrien et du Tardenoisien, principalement des grattoirs et des têtes de flèche en silex, et se trouvent sous abri, il reste toutefois difficile de déterminer avec exactitude leur attribution chrono culturelle, ne serait-ce que par la présence de nombreux motifs d'aspects similaires (ou non) dont l'exécution a très bien pu être réalisée à des périodes antérieures ou postérieures. Ces derniers passent pour être essentiellement non-figuratifs, géométriques et stylisés, semblables à ceux des sites du Tardenois, tel l'abri du Soldat Franc à Brécy.
Les plus abondants sont par ordre décroissant de simples traits rectilignes, des traits alignés, des quadrillages de type « tablette de chocolat ». À côté de ces motifs omniprésents, on observe des signes géométriques plus complexes et plus rares, croix, chevrons, étoiles, diverses formes circulaires, et des motifs abstraits impossibles à interpréter. Les représentations de lames, d'armes, d'outils renvoient au Néolithique et à l'Âge du bronze et sont postérieures, ce qui fait supposer que les autres motifs figuratifs stylisés, dont des hommes, des cerfs, des vulves, le sont aussi.

### Néolithique
Hormis les ajouts sous abris mentionnés ci-dessus, les gravures pouvant être rattachées à la période du Néolithique se trouvent en plein air, sur des surfaces naturelles de rochers ou sur des mégalithes. Un motif particulier se détache, celui des anthropomorphes « emplumés ». Ces représentations humaines très stylisées et dotés d'un couvre-chef vraisemblablement orné de plumes sont fréquemment accompagnées d'autres motifs et notamment de représentations de haches qui permettent de dater ces pétroglyphes du début de la période néolithique locale, soit environ 5000 av. J.-C..
Les motifs néolithiques sont, dans l'état actuel des recherches, très concentrés autour de la vallée de l'Essonne. Ils peuvent être reliés à la culture archéologique appelée culture de Cerny.

### Âges des métaux et Antiquité
Depuis peu, des recherches ont été faites pour trouver des signes d'art rupestre provenant de l'âge du Bronze. En 2017, des recherches ont été faites sur deux sites différents : le « Haut-Mont » et la « Plaine du Rosoir ». Les fouilles aux alentours de ces deux sites ont permis de découvrir des blocs gravés et percés en surface d’une butte. Ils ont aussi trouvé des pièces perforées, gravées et polies. Ces recherches concernaient surtout des gravures de style Haut Mont-Malmontagne (HMM). L’objectif était de trouver plus d’indices sur ces styles de gravures pour obtenir de meilleures datations et informations. Les gravures seraient donc associées à l’Âge du Bronze et d’autres sont encore inconnus. Pour ce qui est des gravures de style HMM, une meilleure interprétation est désormais possible grâce aux nouvelles découvertes.

### Moyen Âge et période contemporaine

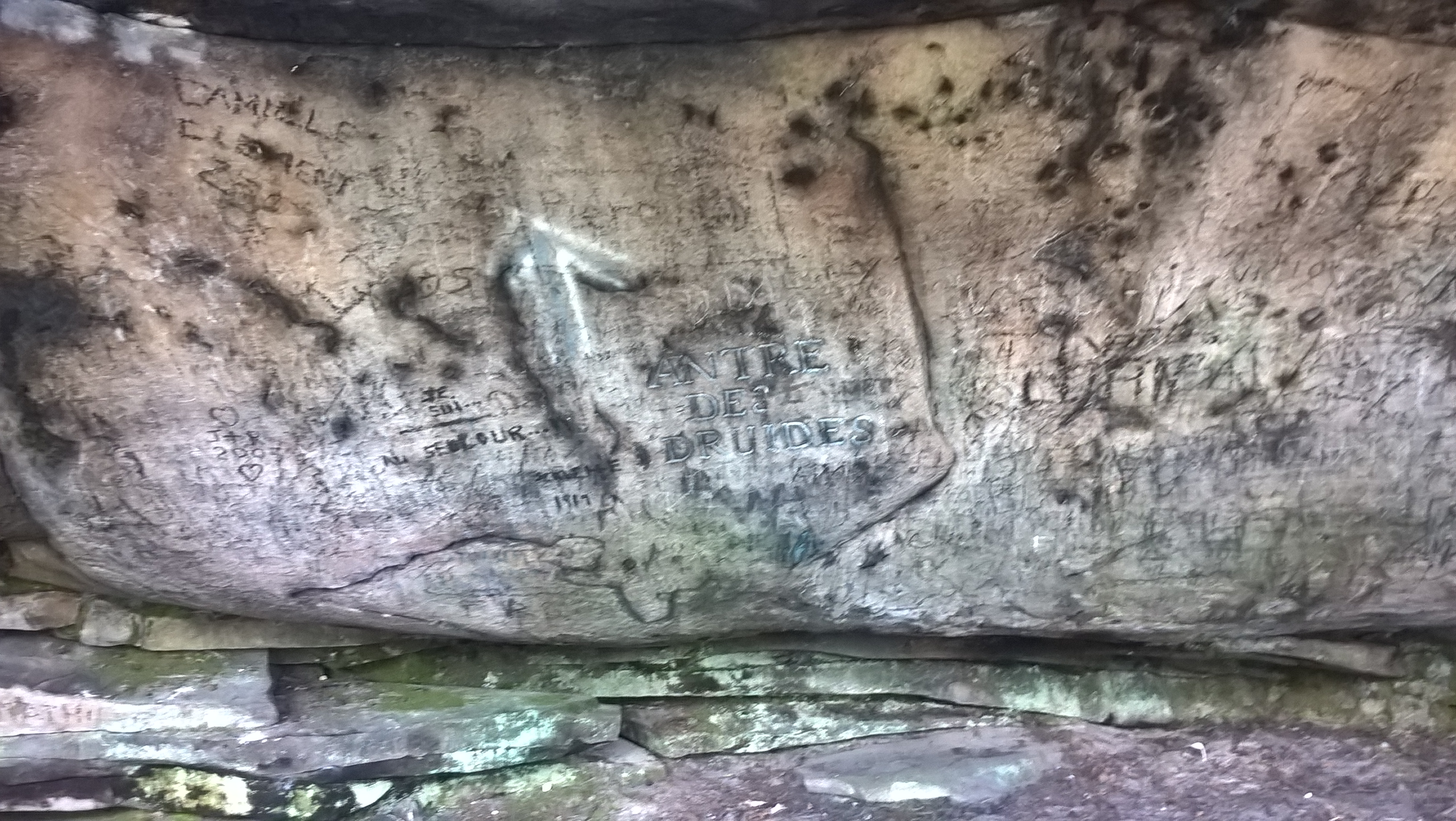
Gravures rupestres contemporaine, ici dans l'Antre des druides.

Un certain nombre de représentations sont clairement datées de la période médiévale, telles le chevalier de la « grotte du cavalier ». Ces gravures sont peut-être à mettre en relation avec des murs d'enceinte médiévaux, murs probablement destinés à assurer le pacage de bétail emmené paître en forêt, et avec l'activité des pâtres et bergers de ce bétail.
Cette activité pastorale connaît son floruit aux XIIe et  XIIIe siècles, ce qui renvoie effectivement aux quelques datations que fournissent les gravures médiévales. Ainsi, le soldat de l'abri de la grande vallée est daté du XIe siècle par l'apparence de son armement. La grotte Sainte-Anne à Boutigny, aujourd'hui détruite par les ouvriers carriers, contenait selon Auguste Mallet, des signes cruciformes et la date de 1301.